# 連城璧 (崇禎特用)
連城璧（16世紀—1660年代），字如白，江西撫州府金谿縣五里圳人，明朝、南明政治人物。

## 生平
連城璧是天啟四年（1624年）江西鄉試舉人，崇禎十三年（1640年）成特用出身，十六年（1643年）獲授靈山知縣，修繕城池、訓練鄉勇以抵抗廣西貴縣流寇韋兒、黃應秀，又興建學舍教授士子，調任順德知縣，隆武年間擢官陝西道監察御史，二年（1646年）冬天隆武帝被俘，瞿式耜等人建議立桂王朱由榔監國，他從肇慶前往梧州入見，即受命巡按廣東，協助巡撫王化澄處理軍務，再返回肇慶。
漳州海盜蕭嘉音以驍勇據海濱為寇，永曆元年（1647年）三月連城璧親自招撫，對方率眾歸附，他用忠義激勵蕭嘉音，並改其名為王興，推薦他擔任副總兵；他鎮守恩平，清朝兩廣總督佟養甲寫信招降給他被拒，於是利誘王興脅逼其奪取巡按印信，王興告知他，他殺牛備酒，召來王興部下席地列坐，喝酒時他對眾人說：「敵人用千金買我的印信，是嗎？」眾人沒有說話，只有王興鬍子磔然、張大眼睛，他就掀衣袒腹大聲說：「刀來，剖開我的腹部拿去印信，以屍體取賞便可。」王興大哭，部下也大哭，誓死守衛印信，他將此事寫信告知佟養甲，對方回信：「廣東易得，此印難得。按院不可威脅，王興怎可單獨利誘！」次年（1648年）七月，王化澄薦陞他為太僕寺少卿，永曆帝臨幸梧州，他和王興入謁，改任太常寺卿、大理寺卿，七月起用為兩廣總督，三年（1649年）十一月以副都御史督兵進攻江西、湖廣，四年（1650年）八月召用刑部右侍郎但未行。
永曆七年（1653年），職方主事程邦俊持敕給連城璧，連城璧再次糾合散亡，命王興、陳奇策、羅全斌軍船攻三水會合李定國，當時武庫員外郎張猶龍、主事饒章、惠朝副使楊肇科、監軍副使陳期新，南安推官容文燁、中書舍人胡世儀、饒藻都在軍中，總兵張雲龍之子都督同知、副總兵張世煥也從行，與徐孚遠、林察、周瑞、蘇茂往來。總兵徐文華來到述說福建海旁諸紳起義，因而命對方聯絡，而朝廷亦陞他為兵部右侍郎總督兩廣，與郭之奇、李明忠、何吾騶、黃士俊及總兵練復、梁標相呼應，連戰皆捷，收復陽春、陽江、新興、恩平。十年（1656年）清兵被王興擊退，有人勸他回到行在，他回答：「與王興共事而不堅持到底，是辜負了他。」不願離去，到十三年（1659年）八月王興戰敗自焚而死，他正在外招兵，得知死訊後大哭不停，走入朗愛山中，平南王尚可喜、總督李率泰再三招降，他都答書以死自誓，尚可喜可憐他，於是在順治十八年（1661年）把他安置在陽春，和縣內謝凝之、江巖叟相唱和，康熙元年（1662年）回到金谿時已經年逾七十歲，此後杜門家居，很快去世。
兒子連以謙曾任兵部職方郎中，連以詷為恩貢；弟弟連城瑜曾任戶部主事，三人皆跟隨連城璧從軍。

## 引用
1. 1 2  道光《金谿縣志·卷十二·忠義》：連城璧，字如白，五里圳人，父萬邦餼於庠，忠信好學，內行甚篤；城璧舉天啟四年鄉試，崇禎十三年特用進士，授廣東靈山知縣，擢陝西道御史，國朝順治三年九月唐王被執，瞿式耜等建議立永明王監國，城璧自肇慶入見於梧州，即命巡按廣東，佐巡撫王化澄協理軍務，復回肇慶。有蕭嘉音者，漳州人，以驍勇據海濱為寇，城璧單騎往招之，率眾歸附，城璧激以忠義，改其姓名曰王興，薦為總兵官；城璧守恩平，兩廣督佟養甲以書諭降不聽，乃以利啖王興，欲脅取巡方印，城璧椎牛釃酒，召興所部弁兵席地列坐，飮酒酣語眾曰：「敵懸千金購吾印，當與之否？」眾未對，興髯磔磔然張目眥裂，城璧復厲聲曰：「刀來剖吾腹納印，以尸往取賞則可！」興大哭，弁兵皆哭誓以死為官守印，城璧具其事報養甲，興復答書曰：「廣東易得，此印難得，按院不可以威刦，興獨可以利誘哉？」七年榕江不守，城璧恐死而失印，並所領勅繳之王所，十年城璧再糾合散亡岀舟師攻三水，王晉城璧兵部侍郎、總督嶺海前後，與興攖鋒刃血戰七八年；及十五年王走永昌，明年入緬甸，八月王興亦兵潰自焚死，城璧募兵在外，聞之大哭，徬徨無所往，乃遁入朗愛山中。平南王尚可喜、總督李率泰致書再三招降，城璧答書皆以死自誓終不出，尚藩閔其志，許令返籍葬母，城璧乃出山，亦終不往見也，十七年十月歸金谿，年逾七十矣，自是杜門家居，未幾卒。 舊志增
2. ↑  道光《金谿縣志》·卷五·選舉：天啟四年甲子鄉試……連城璧 五里圳人，有傳……崇禎十三年庚辰科賜史惇等特用出身……連城璧
3. ↑  民國《靈山縣志·卷十二·經政志》：連城璧，江西金谿舉人，崇禎十六年特用靈山知縣，梗介端方、苞苴不入，時廣西貴縣巨賊韋兒、黃應秀越境流劫，繕城池、練鄉勇，增設汎兵分險防禦，建學舍勤月課，俾士子知有文教，擢御史。〔現祀名宦〕
4. ↑  錢海岳《南明史·卷三·本紀第三》：（永曆二年七月）丁卯……連城璧兵部右侍郎，總督兩廣。
5. ↑  錢海岳《南明史·卷四·本紀第四》：（永曆七年三月丁亥）連城璧兵部右侍郎，總督兩廣，督廣寧伯王興、總兵梁標相復陽春、陽江、新興、恩平。
6. ↑  道光《陽春縣志·卷九·宦績》：連城璧，江西金谿人，崇正庚辰進士，十六年任靈山縣，耿介端方，鄰縣巨賊韋兒黃應秀越境流刦，繕城池、練鄕勇，增設汛兵分險防禦，民賴以安，建社學、勤月課，士風丕變，擢監察御史；順治十八年安置陽春，與邑人謝凝之、江巖叟相唱和，康熙元年奉冠歸里，士類榮之。
7. ↑  錢海岳《南明史·卷六十·列傳第三十六》：連城璧，字如白，金谿人。崇禎十三年特用。授順德知縣，調靈山。黔賊掌兒等犯境，防禦有功，遷陝西道御史。隆武二年冬，巡按廣東，佐王化澄協理軍務。有蕭嘉音者，故漳州盜。永曆元年三月，城璧單騎招之。嘉音環以兵刃，城璧屹立不動，陳以順逆。嘉音遂感泣歸，改姓名曰王興，薦授副總兵。城璧守恩平，與清兵相持年餘。佟養甲招之，不聽；乃以利啖興，欲脅取巡方印。興以告，城璧椎牛釃酒，悉召興部弁兵席地列坐。酒酣，語眾曰：「敵懸千金購吾印，當與否？」眾未對，興髯磔磔然，張目眥裂。城璧髮上指，掀衣袒腹，厲聲曰：「刀來，剖吾腹納印，以屍往取賞，則可耳。」興大哭，弁兵亦哭，誓以死守印。城璧具其事報養甲，興復答書曰：「廣東易得，此印難得。按院不可威劫，興獨可利誘哉！」二年七月，化澄薦陞太僕少卿。上幸梧州，與興入謁，轉太嘗、大理卿。三年十一月，命以副都御史督兵出江楚。四年八月，召刑部右侍郎，未行。七年，職方主事程邦俊齎敕至，再糾散亡，命興、陳奇策、羅全斌舟師攻三水，會李定國。時武庫員外郎張猶龍，主事饒章，惠朝副使楊肇科，監軍副使陳期新，南安推官容文燁【，】中書舍人胡世儀、饒藻在軍中。總兵張雲龍故效死忠誠，其子都督同知世煥以副總兵鎮寧遠不降，亦從軍。與徐孚遠、林察、周瑞、蘇茂來往。總兵徐文華至，述閩海起義諸紳，因命聯絡，擢城璧兵部【侍郎】總督兩廣，與郭之奇、李明忠、何吾騶、黃士俊及總兵練復、梁標相相應。迭戰克捷，復陽春、陽江、新興【、】恩平。十年，命待詔王佐上疏行在。清攻奇策，奇策兵勁少卻；復以全師圍興，環攻二月。興得奇捷，清兵退。或勸城璧歸行在，曰：「與興首事而不終，是負興也。」不去。與興血戰七八年。十三年八月，興死，城璧在外招兵，聞之大哭，入朗愛山中。尚可喜、李率泰再三招脅，以死自誓終。久之，歸里卒。子以謙，任職方郎中；以詷，恩貢。弟城瑜，戶部主事，皆從軍。